# جيري غرين (لاعب كرة قدم أمريكية)
جيري غرين (بالإنجليزية: Jerry Green)‏ هو لاعب كرة قدم أمريكية أمريكي، ولد في 16 أبريل 1936 في أتلانتا في الولايات المتحدة.

## وصلات خارجية
- جيري غرين على موقع مرجع كرة القدم المحترفة.كوم (الإنجليزية)